# وزارة الدفاع (السودان)
وزارة الدفاع السودانية هي الوزارة المسؤولة عن القوات المسلحة السودانية في جمهورية السودان وتنظيمها وإدارة شؤونها ومنشآتها ومرافقها والعمل على تطويرها وصيانتها. كما تتولى أيضا شؤون الكليات والمعاهد العسكرية والتجنيد والتعبئة والمحاربين القدامي وهيئة التصنيع الحربي بالسودان. نشأت الوزارة عام 1954.